# Münster VS
| VS ist das Kürzel für den Kanton Wallis in der Schweiz. Es wird verwendet, um Verwechslungen mit anderen Einträgen des Namens Münster (Begriffsklärung) zu vermeiden. |

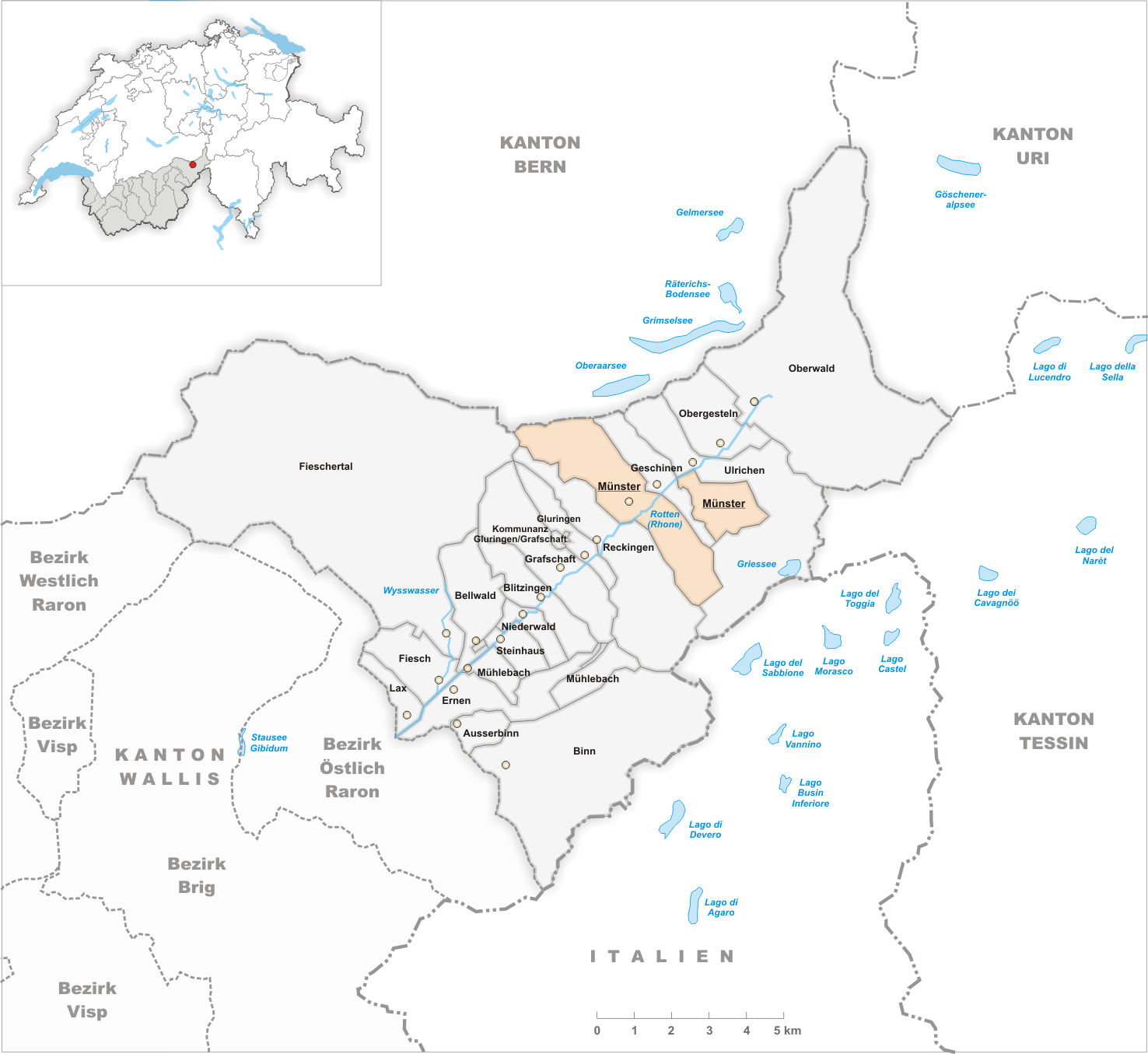
Gemeindestand vor der Fusion am 1. Oktober 2004

Münster (walliserdeutsch [ˈminʃtər]) ist eine seit 2017 zur Munizipalgemeinde Goms gehörende Ortschaft im Bezirk Goms sowie eine Pfarrgemeinde des Dekanats Ernen im deutschsprachigen Teil des Schweizer Kantons Wallis.

## Geographie
Das Dorf liegt auf einer Höhe von 1356 m ü. M. im obern Goms, am rechten Ufer der Rhone, hier Rotten genannt. Mitten durch das Dorf fliesst der Minstigerbach.

## Geschichte
Der Ort Münster wurde 1221 als Musterium erstmals urkundlich erwähnt. Der Name findet sich später in der Form Monasterium, was «Einsiedelei, Kloster, (Pfarr-)Kirche» bedeutet. Im konkreten Gommer Fall heisst der Ort so, weil dessen Kirche lange Zeit die einzige Pfarrkirche im Obergoms war. Der ursprüngliche Name des Ortes war allerdings das romanischstämmige Gomes, das heute noch als Talname Goms erhalten ist.
1309 trat Münster, wie der Name seitdem überliefert ist, als selbständige Gemeinde auf und beteiligte sich am Warentransport über die Alpenpässe Furka, Grimsel, Gries und Nufenen. Vom 14. bis zum 16. Jahrhundert gab es Auseinandersetzungen mit dem Dorf Ernen um die Vorherrschaft im Zenden Goms, einer kleinen unabhängigen Republik. Im Jahre 1799 endete die Selbständigkeit und das wirtschaftliche Wachstum des Ortes infolge des Einmarsches des französischen Heeres. Zusammen mit dem ganzen Wallis stiess Münster 1803 mit der napoleonischen Mediationsakte zur Schweiz.
Am 1. Januar 2005 fusionierten die Munizipalgemeinden Geschinen und Münster, womit die Munizipalgemeinde Münster-Geschinen entstand, die ihrerseits 2017 in der Munizipalgemeinde Goms aufging. Münster gilt als Hauptort des oberen Goms.

## Bevölkerung
| Bevölkerungsentwicklung | Bevölkerungsentwicklung | Bevölkerungsentwicklung | Bevölkerungsentwicklung | Bevölkerungsentwicklung | Bevölkerungsentwicklung | Bevölkerungsentwicklung |
| ----------------------- | ----------------------- | ----------------------- | ----------------------- | ----------------------- | ----------------------- | ----------------------- |
| Jahr                    | 1802                    | 1850                    | 1900                    | 1950                    | 2000                    | 2016                    |
| Einwohner               | 381                     | 411                     | 417                     | 470                     | 455                     | 441                     |

## Sehenswürdigkeiten

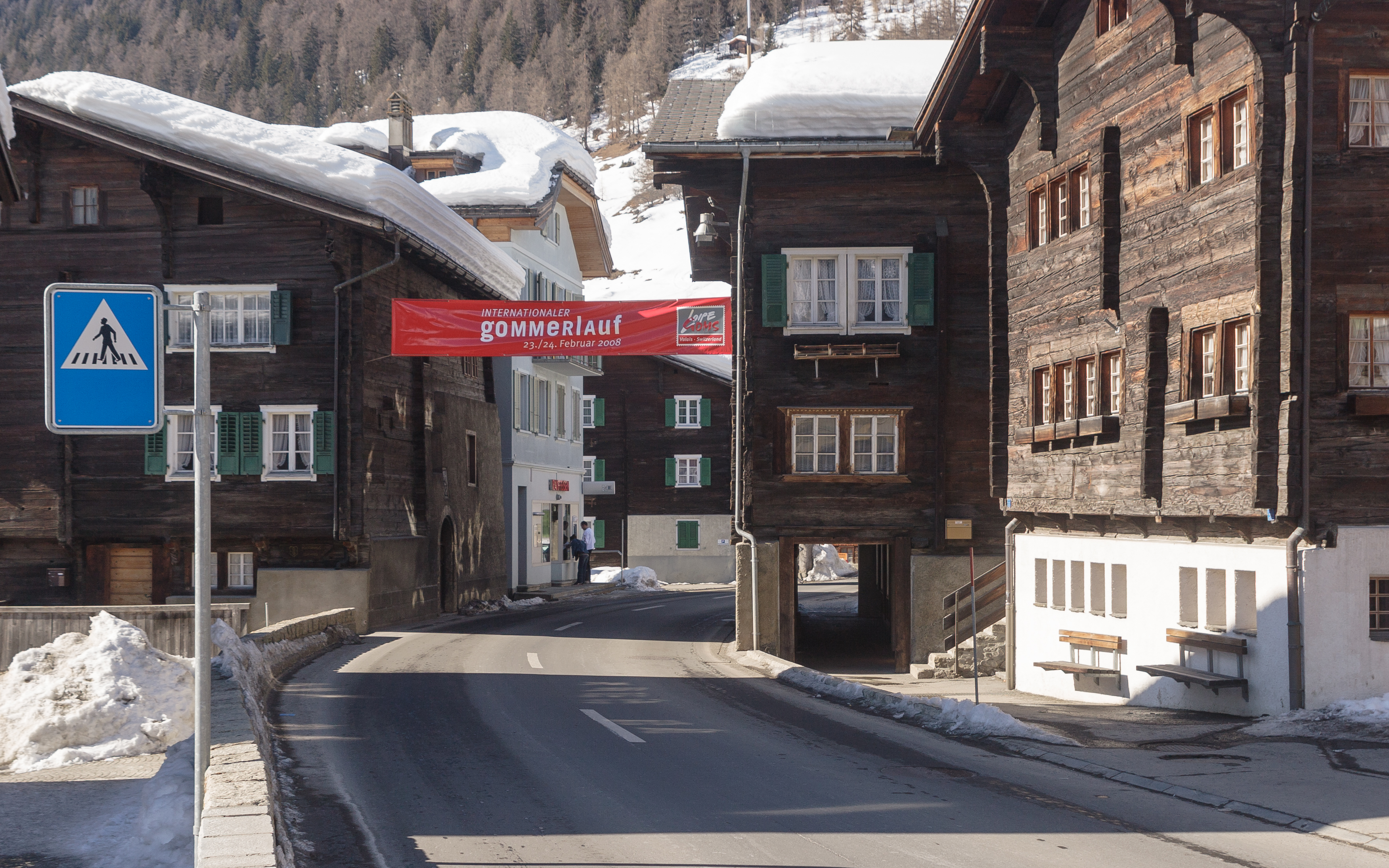
Alte Häuser an der Furkastrasse in Münster VS

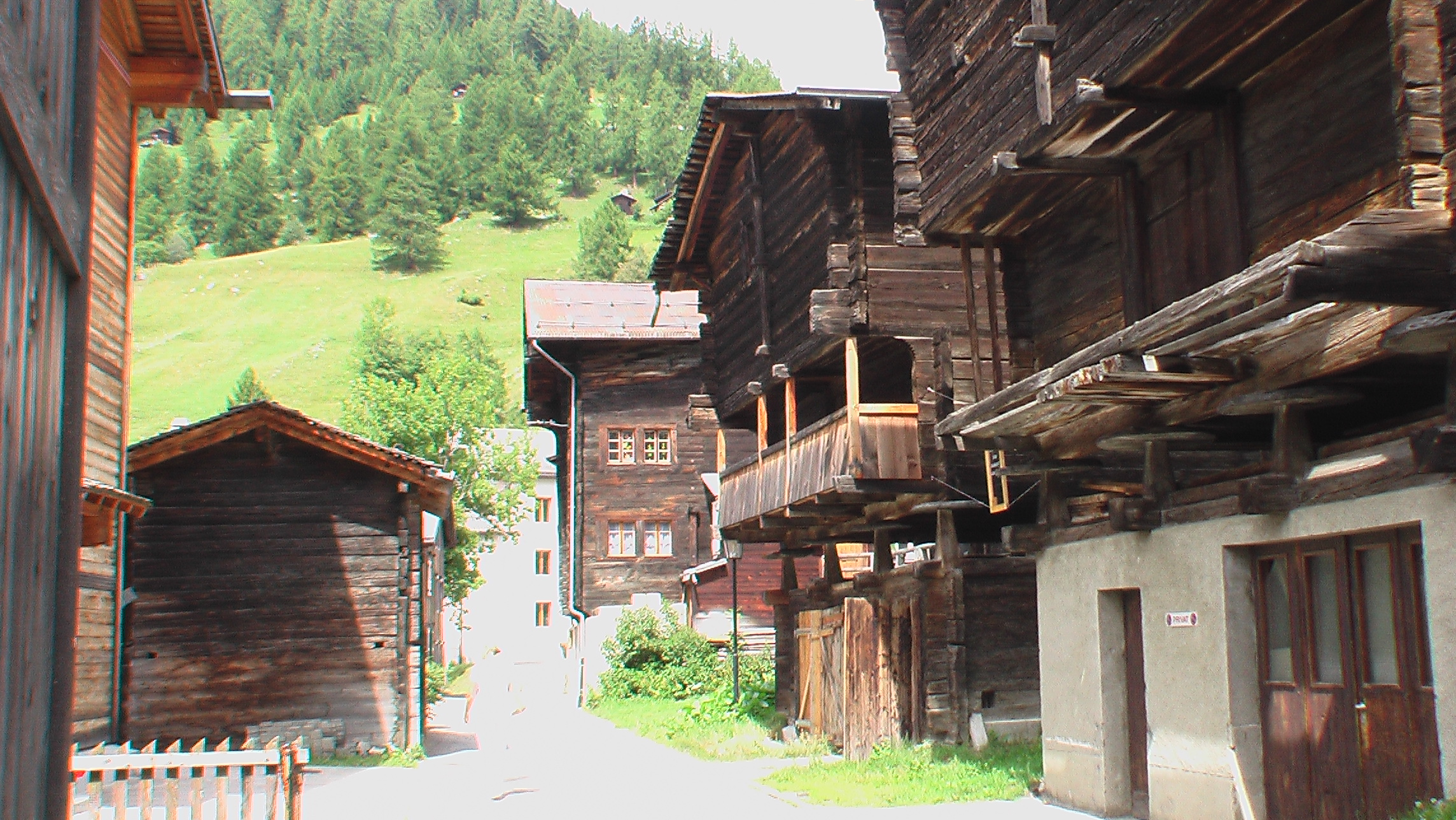
Holzhäuser in Münster / Ansicht 2 (2008)

Münster hat ein Ortsbild von nationaler Bedeutung. Den Typus der zahlreichen alten Holzhäuser nennt man nach dem Hochtal Goms «Gommerhäuser». Es handelt sich um Häuser aus Lärchenholz, sogenannte Strickbauten, die als Einzweckbauten errichtet wurden, d. h. zum Wohnen, als Speicher oder zur Viehhaltung gab es jeweils ein Haus. Dendrochronologische Untersuchungen haben gezeigt, dass die beiden ältesten Wohnhäuser von 1369 (das bisher älteste bekannte Holzhaus des Wallis) und 1390 stammen.
Die Speicher wurden auf Pfähle gesetzt, die zum Schutz vor Nagetieren mit querliegenden Steinplatten versehen waren, den Mäuseplatten.
Im Ort Münster befinden sich die
- Marienkirche (Pfarrkirche) aus dem 13. Jahrhundert mit späteren Erweiterungen wie dem Chor aus dem Jahre 1491 und einem schönen spätgotischen Hochaltar, der aus der Werkstatt des Luzerner Bildhauers Jörg Keller stammt,[5][6]
- die Kirche St. Peter, ebenfalls aus dem 13. Jahrhundert; im 17. , 19. und 21. Jahrhundert mehrfach erneuert,

sowie die Kapellen
- St. Antonius, St. Margarethe, St. Sebastian und St. Katharina.

Im Ort findet sich eine bäuerliche Schaubackstube.

## Sport und Tourismus
Seit den 1960er Jahren gibt es in Münster Segelflugbegeisterte, die im Ort den ehemaligen Flugplatz Münster VS betreiben und sich am 31. März 2001 zur Flugplatzgenossenschaft Münster zusammengeschlossen haben; im Sommerhalbjahr werden Segelflugveranstaltungen organisiert.
Mit einem 9-Loch-Golfplatz in der Umgebung, den Golf Source du Rhône, mit Wander- und Radwegen, mit River Rafting und mit einer Erholungs- und Freizeitanlage am Rotten wirbt der Ort um Touristen. Im Obergoms gibt es 100 km Langlauf-Loipen mit Extraspuren für Skating und Klassisch. Im Winter ist überdies ein kleiner Skilift geöffnet, der das Skigebiet mit demjenigen von Geschinen verbindet.

## Persönlichkeiten
- Hildebrand von Riedmatten (≈1530–1604)[8], Bischof von Sitten (1565–1604)
- Adrian (II.) von Riedmatten (≈1550–1613), Neffe des Hildebrand, Bischof von Sitten (1604–13)
- Adrian (III.) von Riedmatten (1610–1646), Bischof von Sitten (1640–46)
- Adrian (IV.) von Riedmatten (1613–1672), Bischof von Sitten (1646–72)
- Adrian (V.) von Riedmatten (1641–1701), Neffe des Adrian (III.), Bischof von Sitten (1672–1701)
- Franz Joseph Lagger (1799–1871), Arzt, Botaniker
- Edzard Schaper (1908–1984), deutscher Schriftsteller, Ehrenbürger (1960)
- Albert Imsand (1911–2001), Grossrat (1957–77), Grossratspräsident (1972–73)
- Oskar Lagger (1934–2019), Komponist und Kapellmeister
- Benno Werlen (* 1952), Sozialgeograf
- Martina Gmür (* 1979), Künstlerin

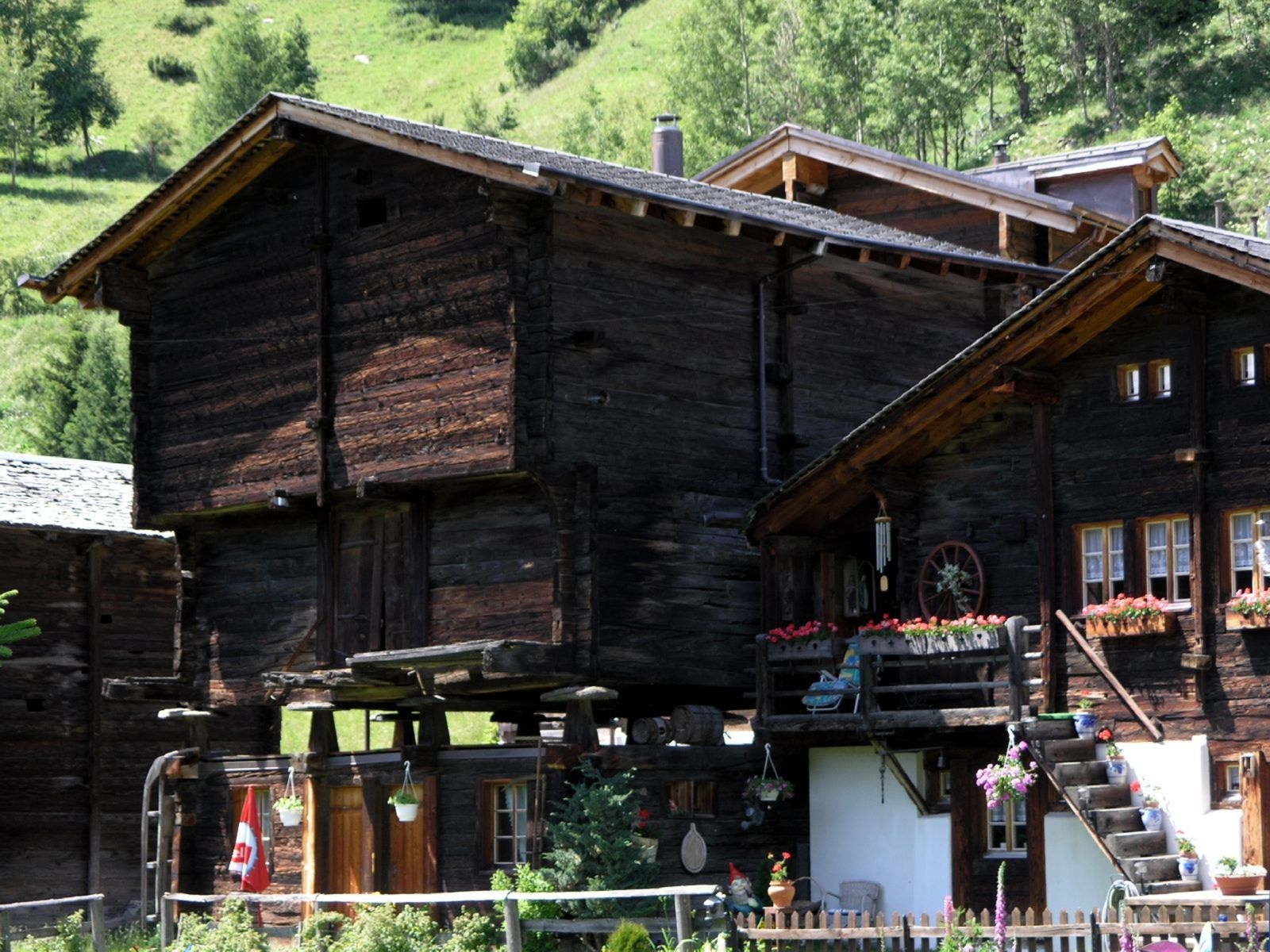
Gommer Stadel
Luftbild (1955)
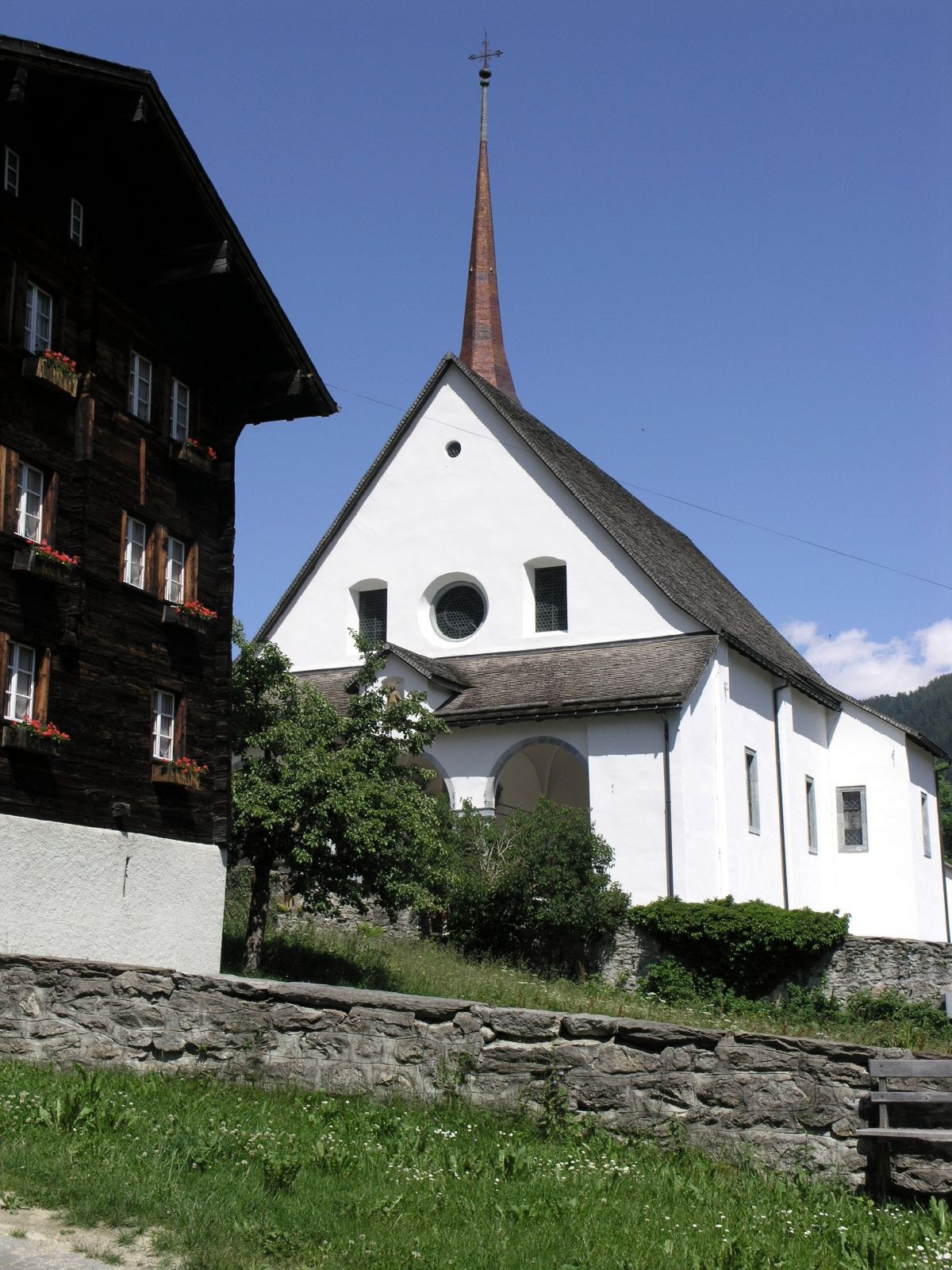
Pfarrkirche
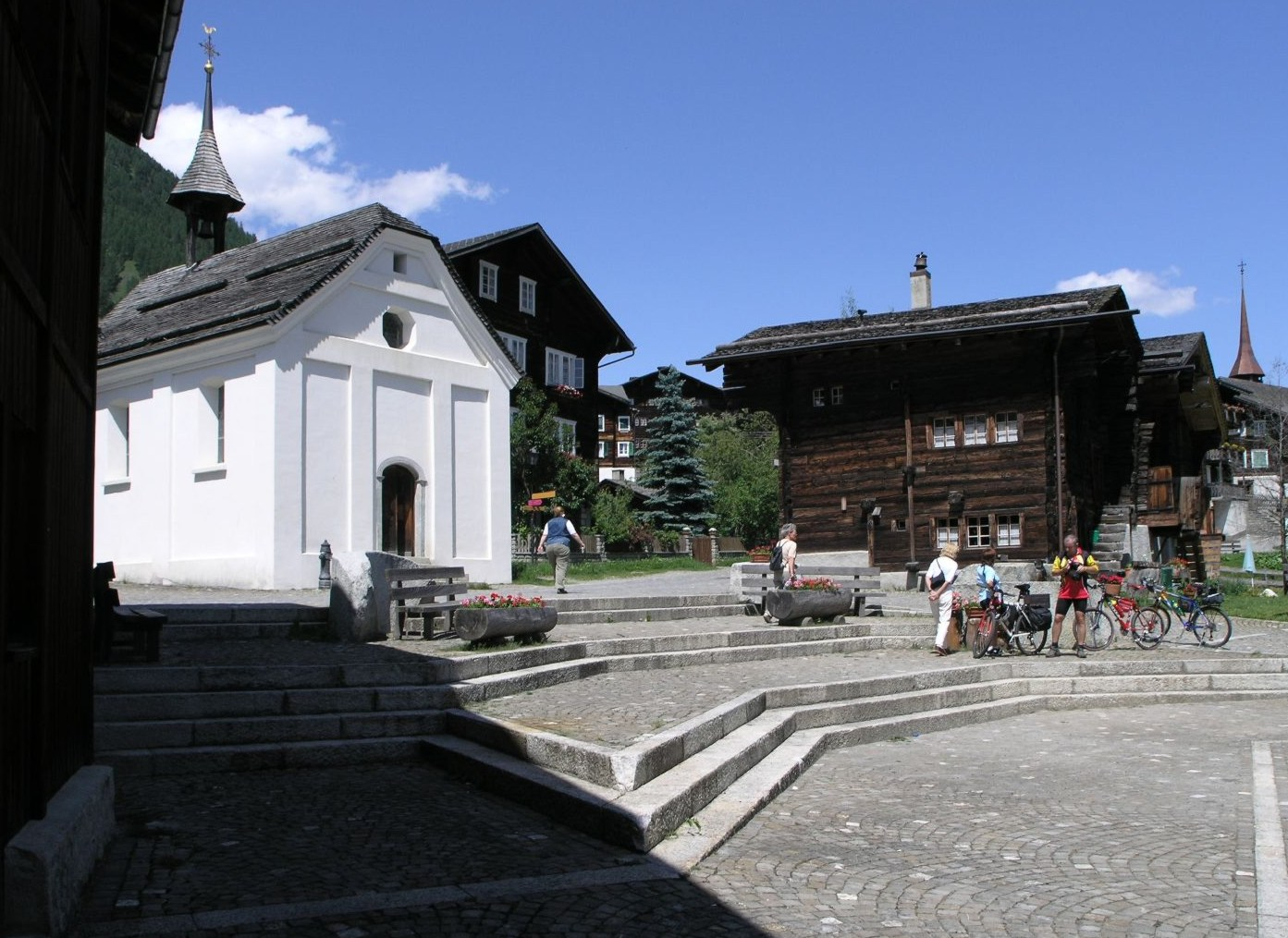
Margarethenkapelle
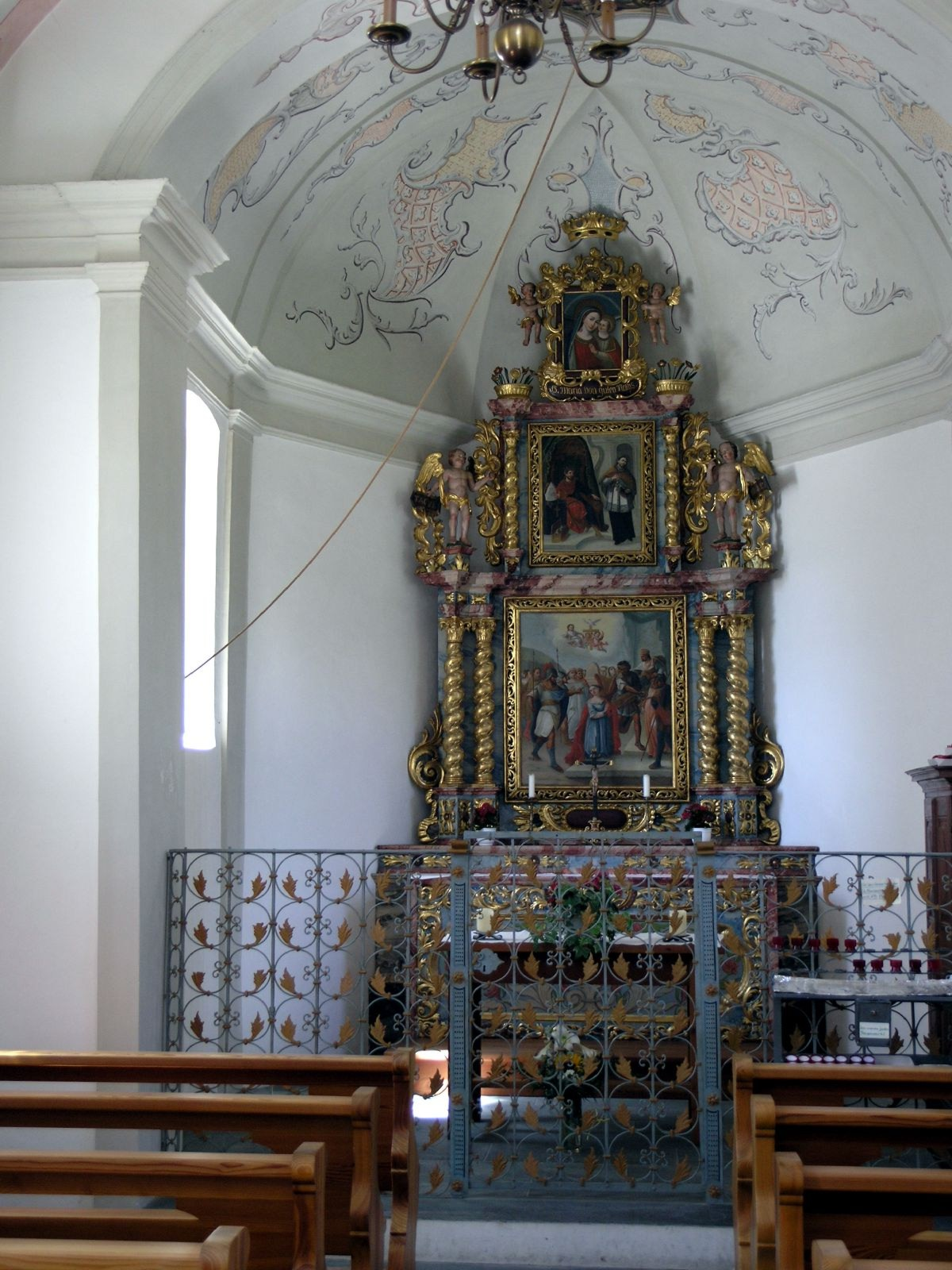
Altar in der Margarethenkapelle